# Nikasil
Nikasil is een materiaal dat gebruikt wordt voor de bekleding van de cilinderwand van verbrandingsmotoren. Het werd door Mahle geïntroduceerd in 1967, aanvankelijk zo ontworpen dat de apex-afdichtingen van een Wankelmotor direct tegen een aluminium rotorhuis konden draaien. De coating maakte het ook mogelijk om aluminium zuigers en cilinders te gebruiken met weinig slijtage en wrijving.
Anders dan andere methodes, inclusief gietijzeren cilinderwanden, maakte Nikasil het mogelijk om grotere boringen en toch tegelijkertijd strakke toleranties te hanteren. De aluminium cilinders hadden ook een veel betere warmtegeleiding dan gietijzeren cilinders, iets wat belangrijk is voor een motor met veel vermogen.
Het bestaat uit nikkel en siliciumcarbide. Siliciumcarbide is een zeer sterk keramisch materiaal, dat opgelost kan worden in nikkel. De nikkeloplossing kan dan door middel van een elektro-depositiecoating afgegeven worden op de aluminium cilinderwanden. De zuigerveren schrapen de nikkellaag af, waardoor een zeer harde laag van siliciumcarbide ontstaat, wat de zuiger tegen contact met de cilinderwand beschermt.
Het betekende een doorbraak omdat het het gebruik van verchroomde zuigerveren mogelijk maakte, daardoor nam de levensduur van de motor enorm toe. Een ietwat ironische keerzijde echter, is dat zwavelhoudende brandstof (in armere landen) Nikasil aantast waardoor er vroeg of laat kostbare motorrevisies vereist zijn.
Vanaf 1979 paste Moto Guzzi een eigen patent toe, onder de naam Nigusil.

## Gilnisil
Het Italiaanse bedrijf Gilardoni, een producent van opvoerkits voor allerlei merken van lichte tweetaktmotoren, ontwikkelde een procedé dat veel op Nikasil lijkt, maar waarbij de verhouding tussen nikkel en siliciumcarbide kan variëren afhankelijk van de toepassing. De naam Gilnisil verwijst naar Gilardoni en Nikusil.